# Campeonato Europeu de Atletismo em Pista Coberta de 2023 - Revezamento 4x400 m masculino
A prova dos 4 x 400 metros masculino do Campeonato Europeu de Atletismo em Pista Coberta de 2023 foi disputada no dia 5 de março  de 2023 na Ataköy Athletics Arena, em Istambul, na Turquia.

## Recordes
Antes desta competição, os recordes mundiais e do campeonato nesta prova eram os seguintes:
|                       | Nacionalidade  | Tempo     | Local      | Data                   |
| --------------------- | -------------- | --------- | ---------- | ---------------------- |
| Recorde mundial       | Estados Unidos | 3m 01s 51 | Clemson    | 9 de fevereiro de 2019 |
| Recorde europeu       | Polónia        | 3m 01s 77 | Birmingham | 4 de março de 2018     |
| Recorde do campeonato | Bélgica        | 3m 02s 87 | Praga      | 8 de março de 2015     |

## Medalhistas
| Ouro                                                                   | Prata                                                                           | Bronze                                                                                  |
| Bélgica · Dylan Borlée · Alexander Doom · Kevin Borlée · Julien Watrin | França · Gilles Biron · Téo Andant · Victor Coroller · Muhammad Abdallah Kounta | Países Baixos · Isayah Boers · Isaya Klein Ikkink · Ramsey Angela · Liemarvin Bonevacia |

## Cronograma
Todos os horários são locais (UTC +3).
| Data       | Hora  | Evento |
| ---------- | ----- | ------ |
| 5 de março | 19:10 | Final  |

## Resultado final
A final aconteceu às 19:10 no dia 5 de março de 2023.
| Posição           | Nacionalidade | Atleta                                                            | Tempo   | Notas                |
| ----------------- | ------------- | ----------------------------------------------------------------- | ------- | -------------------- |
| Medalha de ouro   | Bélgica       | Dylan Borlée Alexander Doom Kevin Borlée Julien Watrin            | 3:05.83 | EL                   |
| Medalha de prata  | França        | Gilles Biron Téo Andant Victor Coroller Muhammad Abdallah Kounta  | 3:06.52 | Recorde da temporada |
| Medalha de bronze | Países Baixos | Isayah Boers Isaya Klein Ikkink Ramsey Angela Liemarvin Bonevacia | 3:06.59 | Recorde da temporada |
| 4                 | Espanha       | Óscar Husillos Markel Fernández Lucas Búa David García            | 3:06.87 | Recorde da temporada |
| 5                 | Grã-Bretanha  | Ben Higgins Joseph Brier Samuel Reardon Lewis Davey               | 3:08.61 | Recorde da temporada |
| 6                 | Turquia       | Oğuzhan Kaya Berke Akçam Kubilay Ençü Ismail Nezir                | 3:09.41 | Recorde nacional     |

Legenda
| Recorde mundial       | Recorde mundial (World record)               |                       | Recorde africano                      | Recorde africano (African) |                                           | Q | Classificado por posição (Qualified) |
| Recorde do campeonato | Recorde do campeonato (Championship record)  | Recorde da América    | Recorde da América (Americas)         | q                          | Classificado por melhor tempo (Qualified) |   |                                      |
| Melhor marca do ano   | Melhor marca do ano (World leading)          | Recorde asiático      | Recorde asiático (Asian)              | DNS                        | Não largou (Did not start)                |   |                                      |
| Recorde nacional      | Recorde nacional (National record)           | Recorde europeu       | Recorde europeu (European)            | DNF                        | Não terminou (Did not finish)             |   |                                      |
| Recorde pessoal       | Recorde pessoal do atleta (Personal best)    | Recorde da Oceania    | Recorde da Oceania (Oceania)          | DSQ / DQ                   | Desclassificado (Disqualified)            |   |                                      |
| Recorde da temporada  | Recorde da temporada do atleta (Season best) | Recorde sul-americano | Recorde sul-americano (South America) | NM                         | Sem marca (No mark)                       |   |                                      |